# 玉门油田生活基地街道
玉门油田生活基地街道，是中华人民共和国甘肃省酒泉市肃州区下辖的一个街道办事处。

## 行政区划
玉门油田生活基地街道下辖以下地区：
飞天路社区、世纪路社区和肃州路社区。